# Ånnaboda

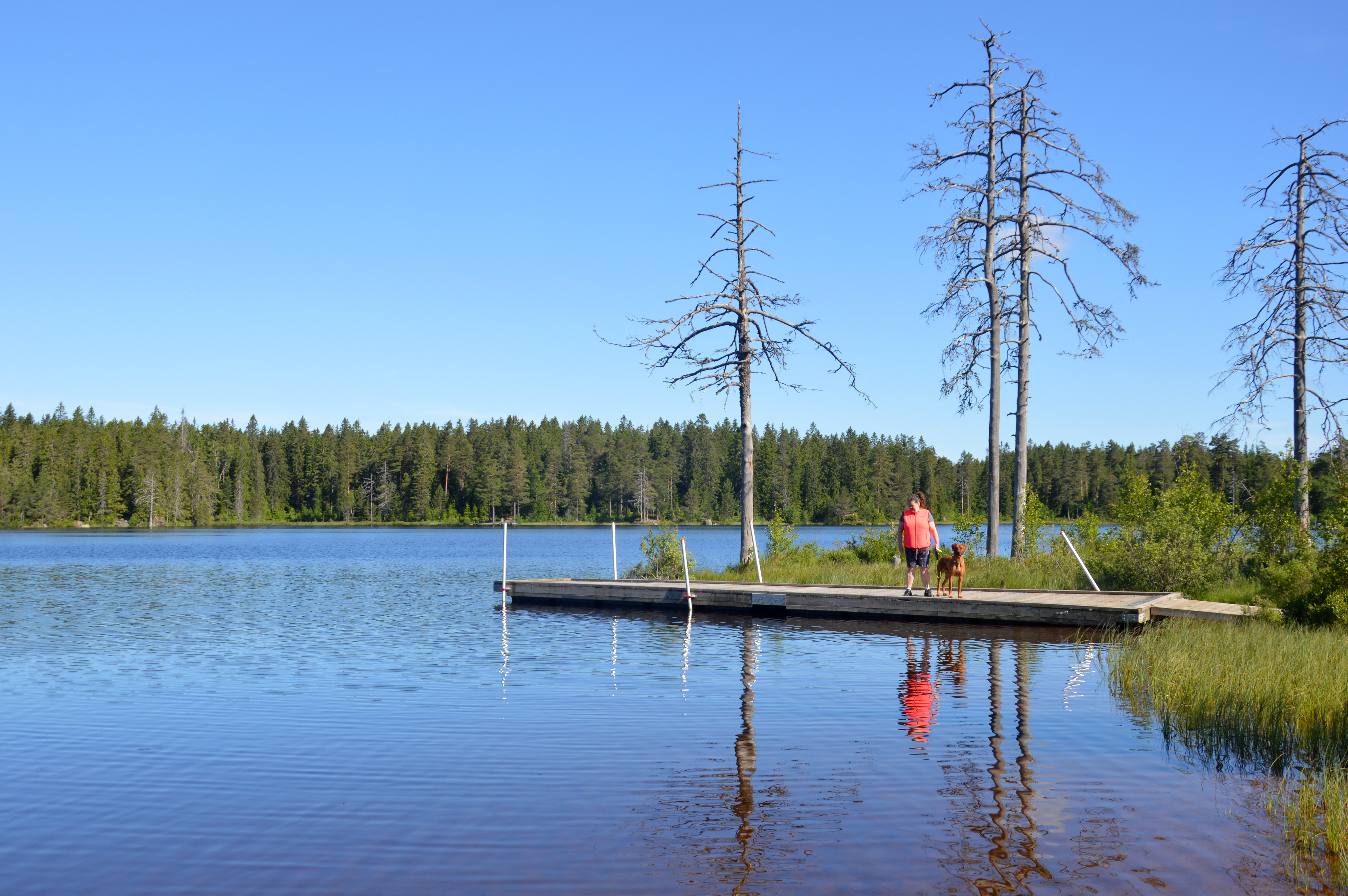
Södra Ånnabosjön

Ånnaboda is een natuurgebied in de gemeente Örebro in de Zweedse provincie Örebro län. Het bevindt zich zo'n 3,5 kilometer ten noorden van Garphyttan. Het is deels recreatiegebied en deels natuurreservaat. Het 240 hectare grote reservaat, deel van het Natura 2000-netwerk, bestaat uit de meren Södra Ånnabosjön en Falkasjön en het omliggende landschap van beboste heuvels. Recreanten kunnen in de buurt wandelen, vissen, zwemmen, langlaufen en skiën. Het recreatiedomein omvat een kampeerterrein, café, restaurant en evenementenhal. Het langeafstandswandelpad Bergslagsleden doorkruist Ånnaboda.